# Ampney St Mary
Ampney St Mary – wieś w Anglii, w hrabstwie Gloucestershire, w dystrykcie Cotswold. Leży 31 km na południowy wschód od miasta Gloucester i 124 km na zachód od Londynu.